# Paraguayische Fußballnationalmannschaft/Olympische Spiele
Die paraguayische Olympia-Fußballnationalmannschaft nahm erstmals an der Qualifikation für die Olympischen Spiele 1968 in Mexiko-Stadt teil, konnte sich aber erstmals für die Olympischen Spiele 1992 qualifizieren und dort das Viertelfinale erreichen. Danach gelang nur noch zweimal die Qualifikation, zuletzt 2024. Bestes Ergebnis ist die Silbermedaille 2004, als die Mannschaft im zweiten rein südamerikanischen Finale Argentinien unterlag. Sie ist der größte Erfolg des paraguayischen Fußballs bei interkontinentalen Turnieren.

## Ergebnisse bei Olympischen Spielen

### 1908 bis 1964
- Nicht teilgenommen

### 1968
- Olympia-Qualifikation in Kolumbien:
  - 1. Runde:
    - 19. März 1968: Brasilien – Paraguay 0:0 (in Medellín)
    - 22. März 1968: Paraguay – Chile  1:0 (in Medellín)
    - 27. März 1968: Paraguay – Venezuela  3:0 (in Barranquilla) – Paraguay als Gruppensieger für die 2. Runde qualifiziert.

  - 2. Runde in Bogotá:
    - 2. April 1968: Kolumbien – Paraguay 4:2
    - 6. April 1968: Brasilien – Paraguay 2:0 (Paraguay verließ das Spiel in der 85. Minute, Brasilien wurde daraufhin zum 2:0-Sieger erklärt)
    - 9. April 1968: Uruguay –  Paraguay  3:3   – Paraguay verpasst als Gruppenvierter die Olympischen Spiele

### 1972
- Olympia-Qualifikation in Kolumbien:
  - 1. Runde in Bogotá:
    - 28. November 1971: Peru – Paraguay 2:1
    - 01. Dezember 1971: Paraguay – Uruguay 1:1
    - 03. Dezember 1971: Paraguay – Venezuela 4:1
    - 03. Dezember 1971: Paraguay – Venezuela 4:1
    - 05. Dezember 1971: Kolumbien –  Paraguay  0:0 – Paraguay verpasst als Gruppendritter die Finalrunde und damit die Olympischen Spiele

### 1976 und 1980
Nicht teilgenommen.

### 1984
- Olympia-Qualifikation in Guayaquil, Ecuador:
  - Vorrunde:
    - 12. Februar 1984: Paraguay 	– Venezuela 4:0
    - 15. Februar 1984: Paraguay 	– Chile 0:0 – Paraguay 	als Gruppensieger für die Finalrunde qualifiziert.

  - Finalrunde:
    - 17. Februar 1984: Brasilien – Paraguay 2:0
    - 19. Februar 1984: Chile – Paraguay 2:3
    - 21. Februar 1984: Paraguay 	– Ecuador 2:3  – Paraguay als Gruppendritter nicht für die Olympischen Spiele qualifiziert.

### 1988
- Qualifikation in Bolivien:
  - 1. Runde in Santa Cruz de la Sierra:
    - 18. April 1987: Brasilien – Paraguay 3:1
    - 22. April 1987: Paraguay – Peru 2:0
    - 24. April 1987: Kolumbien – Paraguay 1:0
    - 26. April 1987 Paraguay – Uruguay 1:0 –  Paraguay verpasst als Gruppendritter aufgrund weniger erzielter Tore die Finalrunde und damit die Olympischen Spiele

### 1992
- Qualifikation in Asunción (Paraguay):
  - 1. Runde:
    - 31. Januar 1992: Paraguay – Venezuela 1:0
    - 03. Februar 1992: Brasilien – Paraguay 1:0
    - 07. Februar 1992: Paraguay – Peru 7:1
    - 09. Februar 1992: Paraguay – Kolumbien  0:0 – Paraguay als Gruppenzweiter für die 2. Runde qualifiziert.

  - 2. Runde:
    - 12. Februar 1992: Paraguay 	– Ecuador 1:0
    - 14. Februar 1992: Paraguay – Kolumbien 1:0
    - 16. Februar 1992: Paraguay – Uruguay – Paraguay als Gruppensieger für die Olympischen Spiele qualifiziert.

- Olympische Spiele in Barcelona:
  - Vorrunde:
    - 26. Juli 1992: Schweden – Paraguay 0:0 (in Barcelona)
    - 28. Juli 1992: Paraguay – Südkorea 0:0 (in Valencia)
    - 30. Juli 1992: Paraguay – Marokko 3:1 (in Valencia) – Paraguay als Gruppenzweiter für die K.-o.-Runde qualifiziert

  - Viertelfinale:
    - 2. August 1992: Paraguay – Ghana 2:4 n. V.

### 1996
- Qualifikation in Tandil/Argentinien
  - 1. Runde:
    - 21. Februar 1996: Brasilien – Paraguay 3:1
    - 23. Februar 1996: Paraguay – Peru 4:2
    - 25. Februar 1996: Uruguay – Paraguay 3:2
    - 27. Februar 1996: Paraguay  – Bolivien 1:4 – Paraguay  verpasst als Gruppenvierter die Finalrunde und damit die Olympischen Spiele

### 2000
- Qualifikation in Brasilien:
  - 1. Runde in Cascavel
    - 18. Januar 2000: Argentinien – Paraguay 3:1
    - 20. Januar 2000: Paraguay – Bolivien 3:1
    - 22. Januar 2000: Paraguay – Peru 3:4
    - 25. Januar 2000: Uruguay – Paraguay 1:0 – Paraguay  verpasst als Gruppenvierter die Finalrunde und damit die Olympischen Spiele

### 2004  (Silbermedaille)
- Qualifikation in Chile:
  - 1. Runde in Concepción:
    - 09. Januar 2004: Brasilien – Paraguay 3:0
    - 11. Januar 2004: Paraguay – Venezuela 3:1
    - 13. Januar 2004: Chile – Paraguay 3:2
    - 15. Januar 2004: Uruguay – Paraguay 1:2  – Paraguay  als Gruppendritter für die Play-offs gegen den Gruppenzweiten der anderen Gruppe qualifiziert.

  - Play-offs in Valparaíso:
    - 18. Januar 2004: Ecuador – Paraguay 0:0, 2:4 i. E.

  - Finalrunde:
    - 21. Januar 2004: Chile – Paraguay  1:2 (in Valparaíso)
    - 23. Januar 2004: Argentinien – Paraguay 2:1 (in Viña del Mar)
    - 25. Januar 2004: Brasilien – Paraguay 0:1 (in Viña del Mar) –  Paraguay als Gruppenzweiter für die Olympischen Spiele qualifiziert.

- Olympische Spiele in Athen:
  - Vorrunde:
    - 12. August 2004: Paraguay – Japan 4:3 (in Thessaloniki)
    - 15. August 2004: Paraguay – Ghana 1:2 (in Thessaloniki)
    - 18. August 2004: Paraguay – Italien 1:0 (in Piräus) – Paraguay als Gruppensieger für die K.-o.-Runde qualifiziert.

  - K.-o.-Runde:
    - Viertelfinale 21. August 2004: Paraguay – Südkorea 3:2 in (in Thessaloniki)
    - Halbfinale 24. August 2004: Irak – Paraguay 1:3 (in Thessaloniki)
    - Finale 28. August 2004: Argentinien – Paraguay 1:0 (in Marousi)  –  für Diego Figueredo,  für Emilio Martínez

### 2008
- Die Qualifikation erfolgte über die U-20-Südamerikameisterschaft 2007 in Paraguay:
  - 1. Runde in Pedro Juan Caballero:
    - 7. Januar 2007: Paraguay – Bolivien 0:0
    - 9. Januar 2007: Chile – Paraguay 0:1
    - 11. Januar 2007: Peru – Paraguay 0:1
    - 15. Januar 2007: Paraguay – Brasilien  1:1 – Paraguay als Gruppenzweiter für die Finalrunde qualifiziert.

  - Finalrunde:
    - 19. Januar 2007: Paraguay  – Uruguay 1:3 (in Asunción)
    - 21. Januar 2007: Paraguay – Argentinien 0:1 (in Luque)
    - 23. Januar 2007: Kolumbien – Paraguay  2:3 (in Asunción)
    - 25. Januar 2007: Brasilien  – Paraguay 1:0 (in Asunción)
    - 27. Januar 2007: Paraguay – Chile 3:2 (in Asunción) – Paraguay  verpasst als Gruppenfünfter die Olympischen Spiele

### 2012
- Die Qualifikation erfolgte über die U-20-Südamerikameisterschaft 2011 in Arequipa/Peru.
  - 1. Runde:
    - 17. Januar 2011: Brasilien  – Paraguay 1:0
    - 20. Januar 2011: Bolivien – Paraguay 0:1
    - 23. Januar 2011: Ecuador – Paraguay 1:0
    - 28. Januar 2011: Kolumbien – Paraguay 3:3 – Paraguay  verpasst als Gruppenvierter die Finalrunde und damit die Olympischen Spiele

### 2016
- Die Qualifikation erfolgte über die U-20-Südamerikameisterschaft 2015:
  - 1. Runde in Colonia del Sacramento:
    - 14. Januar 2015: Paraguay – Bolivien 4:2
    - 16. Januar 2015: Argentinien – Paraguay 0:1
    - 20. Januar 2015: Paraguay – Ecuador 1:2
    - 22. Januar 2015: Paraguay – Peru 1:1 – Paraguay als Gruppenzweiter für die Finalrunde qualifiziert.

  - 2. Runde in Montevideo:
    - 26. Januar 2015: Paraguay –  Kolumbien 0:0
    - 29. Januar 2015: Paraguay – Brasilien 0:2
    - 01. Februar 2015: Uruguay – Paraguay  2:0
    - 04. Februar 2015: Argentinien – Paraguay 3:0
    - 07. Februar 2015: Paraguay  – Peru 1:3 – Paraguay verpasst als Gruppenletzter die Olympischen Spiele

### 2021
Für das wegen der COVID-19-Pandemie um ein Jahr verschobene  Turnier konnte sich Paruagay beim vom 18. Januar bis 9. Februar 2020 in Kolumbien ausgetragenen südamerikanischen Qualifikationsturnier nicht qualifizieren.
- Vorrunde
  - 19. Januar 2020: Uruguay  – Paraguay 1:0 (in  Armenia)
  - 22. Januar 2020: Paraguay – Bolivien 2:0 (in Pereira)
  - 25. Januar 2020: Paraguay – Peru 2:3 (in  Armenia)
  - 31. Januar 2020: Brasilien  – Paraguay 2:1 (in  Armenia)  – Paraguay  verpasst als Gruppenvierter die Finalrunde und damit die Olympischen Spiele

### 2024
Für die Spiele in Paris konnte sich Paraguay als Sieger des vom 20. Januar bis 11. Februar 2024 in Venezuela ausgetragenen südamerikanischen Qualifikationsturniers qualifizieren.
- Vorrunde
  - 21. Januar 2024: Argentinien – Paraguay	1:1	 (in Valencia)
  - 24. Januar 2024: Paraguay – Uruguay 4:3 (in Valencia)
  - 27. Januar 2024: Paraguay – Peru 1:0 (in Valencia)
  - 30. Januar 2024: Chile – Argentinien 0:5 (in Valencia)
  - 02. Februar 2024: Chile – Paraguay 2:1 (in  Caracas) – Paraguay als Gruppenzweiter für die Finalrunde qualifiziert.
- Finalrunde in Caracas
  - 05. Februar 2024: Brasilien – Paraguay 0:1
  - 08. Februar 2024: Argentinien – Paraguay 3:3
  - 11. Februar 2024: Paraguay – Venezuela 2:0 –  Paraguay als Gruppenzweiter für die Olympischen Spiele qualifiziert.

- Olympische Spiele in Paris:

Bei der Auslosung am 20. März 2024 war Paraguay zusammen mit Marokko, Neuseeland und Spanien Topf 2 zugeordnet und konnte nicht in die Gruppe mit Argentinien gelost werden. Gegner sind Israel, Mali und die erste asiatische Mannschaft, die sich noch qualifizieren muss. Spielberechtigt sind Spieler, die nach dem 31. Dezember 2000 geboren sind plus drei ältere Spieler.
- Vorrunde:
  - 24. Juli 2024 um 19:00 Uhr MESZ in Bordeaux: Japan – Paraguay 5:0 (1:0),  für Wílder Viera
  - 27. Juli 2024 um 19:00 Uhr MESZ in Paris: Israel – Paraguay  2:4 (0:1)
  - 30. Juli 2024 um 21:00 Uhr MESZ in Paris: Paraguay – Mali 1:0 (1:0) – als Gruppenzweite für die K.-o.-Runde qualifiziert
- K.-o.-Runde:
  - 2. August 2024 um 19:00 Uhr MESZ in Marseille: Ägypten – Paraguay 1:1 n. V. (1:1, 0:0), 5:4 i. E.

## Trainer
- Sergio Markarián 1992
- Carlos Jara Saguier 2004

## Beste Torschützen

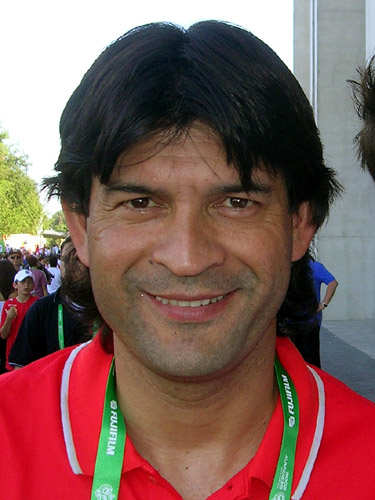
José Cardozo, bester paraguayischer Torschütze bei Olympischen Spielen

- 1. José Cardozo 5 Tore (2004, zweitbester Torschütze des Turniers)
- 2. Fredy Bareiro 4 Tore (2004)
- 3. Marcelo Fernández 3 Tore (2024)
- 4. Carlos Gamarra 2 Tore (1992 und 2004)
- 5. Francisco Arce, Fabián Balbuena, Mauro Caballero, Jorge Campos, Julio Enciso, Pablo Giménez, Diego Gómez, Aureliano Torres je 1 Tor (1992, 2004 bzw. 2024)

## Bekannte Spieler
Folgende später und/oder zuvor auch in der A-Nationalmannschaft tätige Spieler nahmen an den Olympischen Spielen teil:
- Francisco Arce 1992 (61 A-Länderspiele)
- Celso Ayala 1992 (85 A-Länderspiele)
- Édgar Barreto 2004 (60 A-Länderspiele)
- Jorge Luis Campos 1992 (46 A-Länderspiele)
- José Cardozo 2004 (82 A-Länderspiele)
- Julio César Enciso 2004 (70 A-Länderspiele)
- Carlos Gamarra 1992 und 2004 (110 A-Länderspiele)
- Julio Manzur 2004 (32 A-Länderspiele)
- Aureliano Torres 2004 (45 A-Länderspiele)